# Федеральное правительство США
Федера́льное прави́тельство США (англ. Federal government of the United States, U.S. federal government, U.S. government) — система государственного управления США общенационального уровня, образованная с принятием Конституции США, в 1787 году.
Полномочия Федерального правительства США распространяются на всю государственную территорию США (которая по форме государственного устройства является федеративной республикой), включая 50 штатов, федеральный округ Колумбия, пять крупных самоуправляющихся территорий и несколько островных владений, и ограничиваются положениями Конституции США и полномочиями штатов США.
Федеральные государственные органы функционируют на основании принципов разделения властей и сдержек и противовесов. Подразделяются на три независимые ветви: законодательную (Конгресс), исполнительную (Президент и Кабинет) и судебную (Федеральная судебная система). Полномочия и обязанности всех ветвей и органов Федерального правительства США, включая образование федеральных министерств (исполнительных департаментов — executive departments) и подчиненных Верховному суду федеральных судов (federal courts), определяются актами Конгресса.

## Наименование
Сам термин «Федеральное правительство США» не является официальным. Официально государство называется «Соединенные Штаты Америки», что отражено в Конституции США 1787 года. Никаких иных наименований государства либо национального уровня государственной власти в Конституции не предусмотрено. В таком качестве (как «Соединенные Штаты», «United States») наименование предстает на монетах, в международных и прочих договорах, наконец, в судебных процессах, где стороной выступает Федеральное правительство США. Для отличия Федерального правительства США от нижестоящего уровня государственного управления — правительств штатов США — в официальных документах часто используются понятия «Правительство Соединенных Штатов Америки» или «Правительство Соединенных Штатов». Термин «Федеральное правительство США» или «Национальное правительство» (последнее реже) часто используется в обиходной речи или переписке. Наличие прилагательного «федеральный» или «национальный» в наименовании правительственного органа или программы обычно указывает на их принадлежность к Федеральному правительству США (например, Федеральное бюро расследований).

## История
См. также: История США
Правительство Соединенных Штатов основано на принципах федерализма и республиканизма, согласно которым происходит разделение полномочий между национальным правительством и правительствами штатов. Интерпретация и применение этих принципов, включая то, какие полномочия должно иметь федеральное правительство, а какие — правительства штатов, является предметом дискуссий с того самого дня, как была принята Конституция США. Вопрос распределения полномочий между федеральным центром и штатами Союза стал первым крупным вопросом американской государственности, вокруг которого формировалась первичная партийно-политическая система США.
Так, одна группа первых американских политиков, выступавшая за сильный федеральный центр, во главе с министром финансов при президенте Джордже Вашингтоне Александром Гамильтоном, образовала первую политическую партию страны — Федералистскую партию США, которая контролировала федеральное правительство при двух первых президентах (до 1801). Другая группа, выступавшая за ограничение роли центрального правительства в отношении к правам человека, штатов и других признанных законом организаций, во главе с первым государственным секретарем (1789—1795) и третьим президентом США (1801—1809) Томасом Джефферсоном и пятым государственным секретарем (1801—1809) и четвертым президентом США (1809—1817) Джеймсом Мэдисоном, и состоявшая преимущественно из политиков и активистов штатов, создала в противовес федералистам Демократическо-республиканскую партию США, которая является прародительницей двух современных правящих американских партий — Демократической и Республиканской.
Со времен Гражданской войны в США (1861—1865) сила федерального правительства в общем и целом только росла, и росла ударными темпами, хотя Америка знала и времена сильной законодательной власти (например, в первые десятилетия после Гражданской войны), и времена, когда штатам удавалось ограничить федеральную власть посредством законодательной инициативы, прерогатив исполнительной власти или интерпретации конституционного законодательства в рамках судебной системы. В настоящий момент все спорные моменты, возникающие между гражданами, штатами и Федеральным правительством по поводу пределов союзной власти, подлежат разрешению в Верховном суде США.
Одним из теоретических столпов Конституции США является концепция сдержек и противовесов между ветвями власти и идея разделения властей на законодательную, исполнительную и судебную. Например, если законодательная ветвь власти (Конгресс) может создавать и принимать законы, то исполнительная ветвь власти в лице президента может наложить вето на любой законодательный акт, каковое, в свою очередь, Конгресс может преодолеть. Президент назначает судей Верховного суда — высшего федерального суда страны, однако кандидаты в судьи обязательно утверждаются в Конгрессе. Верховный суд, в свою очередь, может признать не имеющими законной силы законы, принятые Конгрессом, но сочтенные Верховным судом противоречащими Конституции.

## Законодательная ветвь власти
Основная статья: Конгресс США
Высший орган законодательной власти — двухпалатный Конгресс: верхняя палата — Сенат; нижняя — Палата представителей. Верхняя палата олицетворяет в своем устройстве федеративное начало в устройстве Союза, нижняя — единство американской нации.
Устройство и комплектование Конгресса США
Конгресс США состоит из двух законодательных палат — Сената (англ. Senate) и Палаты представителей (англ. House of Representatives).
Палата представителей формируется исходя из численности населения Штатов. В настоящий момент Палату составляют 435 членов (конгрессменов и конгрессвумен) с правом голоса и 6 членов без права голоса. Каждый конгрессмен (конгрессвумен) представляет определенный избирательный округ в Конгресс (англ. congressional district), впервые введенные актом Конгресса в 1842 году. Раньше состав Палаты представителей не являлся постоянным и зависел от количества избирательных округов (1 округ — 1 конгрессмен или конгрессвумен), определяемых согласно переписи населения (англ. United States Census), которая проводится в США каждые 10 лет, в зависимости от численности населения в штатах (то есть, количество конгрессменов напрямую обусловлено численностью избирающего их населения). Так, на момент введения избирательных округов в 1842 году на один округ рассчитывалось 30 000 избирателей, которые выставляли от себя одного конгрессмена, и в середине XIX века в Палате представителей США заседали избранные по такому порядку 65 конгрессменов.
В начале XX века один представитель приходился уже на 154 325 избирателей, а общее количество конгрессменов выросло до 325. В 1913 году количество конгрессменов зафиксировано на 435 членов, в 1929 году определен порядок равного распределения фиксированного количества в 435 мандатов между штатами в соответствии с численностью их населения. Каждый штат имеет минимум одного представителя в Палате представителей. Пассивное избирательное право в Палату представителей ограничено цензами возрастным (не моложе 25 лет), гражданским (быть гражданином США не менее 7 лет) и оседлости (обязанность проживать в том штате, который представляешь). Все конгрессмены избираются на двухлетний срок, количество переизбраний не ограничивается. 6 членов без права голоса представляют территории США, не имеющие статуса штатов (5 делегатов — от федерального округа Колумбия, Гуама, Виргинских островов, Американского Самоа и Содружества Северных Марианских островов, 1 постоянный представитель (англ. resident commissioner) — от Пуэрто-Рико).
Сенат составляют 100 сенаторов по фиксированной норме — по 2 сенатора от каждого штата вне зависимости от численности их населения. Срок полномочий сенаторов гораздо больше, чем у конгрессменов — 6 лет. Каждые два года состав Сената обновляется на треть. До 1913 года сенаторов делегировали законодательные собрания штатов, с 1913 года они избираются напрямую населением. Пассивное избирательное право в Сенат США подобно пассивному избирательному праву при выборах в Палату представителей США, однако с более жесткими требованиями — возрастной ценз повышен до 30 лет, гражданский — до 9.
Конгрессмены и сенаторы избираются в подавляющем своем большинстве по мажоритарной избирательной системе. Исключение составляют Луизиана и Джорджия, где выборы проходят по баллотировке, и Мэн и Аляска, где принято рейтинговое голосование.
Полномочия Конгресса США
Полномочия Конгресса США определены в разделе 8 статьи I Конституции США 1787 года:
- Право вводить и взимать налоги, пошлины, сборы и акцизы в интересах Соединенных Штатов;
- Чеканить монету и регулировать ценность ее и иностранных монет, устанавливать единицы мер и весов;
- Налагать наказания за фальшивомонетничество и подделку ценных бумаг;
- Учреждать почтовые службы и почтовые дороги;
- Выдавать патенты авторам и изобретателям на ограниченный срок для защиты их авторского права;
- Учреждать федеральные суды, нижестоящие по отношению к Верховному суду;
- Бороться с пиратством и разбоем в открытом море, а также преступлениями против права наций (международного права);
- Объявлять войну;
- Формировать и содержать армии;
- Создавать и обеспечивать флот;
- Издавать правила по управлению сухопутными и морскими силами и их организации;
- Предусматривать порядок призыва, организации, вооружения и порядка дисциплины милиции для обеспечения исполнения законов Союза, подавления восстаний и отражения вторжений на его территорию;
- Осуществлять исключительную законодательную власть в отношении федерального округа Колумбия;
- Регулировать торговлю между штатами внутри страны, а также с иностранными государствами;
- Создавать законы, обязательные к исполнению властью исполнительной.

Полномочия Конгресса не могут выходить за рамки перечисленных в Конституции.
Распределение полномочий между палатами Конгресса США
Палата представителей и Сенат — равноправные по своим полномочиям палаты двухпалатного Конгресса, однако каждая из них имеет свои особые эксклюзивные полномочия и прерогативы. Например, Сенат должен утверждать (с формулировкой «с совета и согласия»; англ. «advice and consent») многие важные президентские назначения, включая должностных лиц Кабинета США, федеральных судей (в том числе судей Верховного суда), федеральных министров (руководителей отраслевых органов федеральной исполнительной власти — «департаментов», в русскоязычном переводе обычно именуемых «министерствами»), высшее офицерство Вооруженных сил США и послов в иностранных государствах (раздел 2 статьи II Конституции). Все законопроекты о поступлении государственных доходов должны исходить из Палаты представителей (раздел 7 статьи I Конституции). Для принятия закона требуется одобрение законопроекта обеими палатами, после чего закон должен быть подписан Президентом (при наложении президентского вето палаты Конгресса могут преодолеть его большинством 2/3 голосов в каждой палате, после чего подписи Президента уже не требуется) (раздел 7 статьи I Конституции). Конгрессу принадлежит права импичмента федеральных должностных лиц, включая Президента и федеральных судей. Инициирует импичмент всегда Палата представителей, в то время как сам процесс импичмента и вынесение окончательного решения по этому процессу принадлежит Сенату (раздел 3 статьи I Конституции).
Регламент
Раздел 5 статьи I Конституции США предоставляет каждой палате Конгресса самостоятельно устанавливать правила проведения своих заседаний, наказывать своих членов за нарушение этих правил и исключать члена палаты (большинством 2/3 голосов) из состава палаты. В соответствии с этим положением каждая палата образует собственные комитеты (в том числе совместные) для организации законотворческой работы и вовлеченности конгрессменов и сенаторов в обсуждение и изучение вопросов национального значения. Традиционно такие комитеты могут быть трех типов в зависимости от порядка работы и назначения комитета: постоянные, временные (буквально — «избранные», «отобранные» — «select», или «особые» — «special») и совместные. В 2020 году в Сенате работали 16 постоянных комитетов, в Палате представителей — 20. Временные комитеты создаются для работы по какой-либо отдельной, особой проблеме на временной основе. Примером такого комитета является Особый комитет по расследованию атаки на Капитолий 6 января 2021 года Совместные комитеты работают по обеим палатам одновременно, по вопросам, которые можно разрешить лишь совместными усилиями конгрессменов и сенаторов. На постоянной основе работает 4 совместных комитета Конгресса США: по экономике; по управлению Библиотекой Конгресса США; по печати; по налогообложению. Большая часть рутинной работы в Конгрессе, однако, происходит в более чем 150 подкомитетах, из которых состоят комитеты палат Конгресса США.

### Федеральные законодательные органы США
- Конгресс США
- Вспомогательные агентства при Конгрессе США

## Исполнительная ветвь власти
Президент США — глава исполнительной власти с функциями главы государства, правительства, верховный главнокомандующий вооружёнными силами США.
Президент США избирается на четырёхлетний срок, причём может занимать этот пост не более, чем два срока (согласно 22-й поправке к Конституции США).

### Федеральные исполнительные органы США
- Президент США
- Вице-президент США
- Исполнительные департаменты США (Кабинет США)
- Независимые агентства и корпорации
- Советы, комиссии и комитеты
- Федеральные консультативные комитеты

## Судебная ветвь власти
Высшей судебной инстанцией США является Верховный суд. В его компетенцию входит рассмотрение особо важных дел, апелляций, исков против штатов и федерального правительства и определение конституционности законов. Фактически Верховный суд обладает громадной властью, так как его решения могут отменить любые законы и указы президента и могут быть пересмотрены только принятием поправки к конституции. Кроме того, члены суда выбираются пожизненно (за исключением крайне редких случаев импичмента) и практически не могут быть подвержены политическому давлению со стороны президента, конгресса или избирателей. Впрочем, однажды президент Рузвельт сумел оказать на Верховный суд политическое давление, угрожая расширить количество судей за счёт добавления новых, если Верховный суд и далее будет противиться принятию законов о защите наёмных работников. До этого исторического момента Верховный суд США признавал недействительными все законы о гарантированной минимальной заработной плате наёмных работников и о гарантированных условиях труда на вредных производствах, мотивируя эти решения свободой договора.

### Федеральные судебные органы США
- Верховный Суд США

## Приостановка работы правительства США
Приостановка работы правительства США происходит, когда разногласия между различными высшими органами государственной власти невозможно преодолеть в ходе переговоров между ними. Главной причиной разногласий является планирование бюджета страны, которое, по закону, должно завершиться к 30 сентября. Если этого не происходит, федеральные агентства закрываются полностью или частично, отправляя сотрудников отделов, которые признаны некритическими (около 38 % их общего числа), в отпуск без содержания. С 1976 по 2013 год федеральное правительство США приостанавливало работу федеральных агентств 18 раз. Наиболее масштабными были закрытия 1995—1996, 2013 и 2018—2019 годов.